# Djurgårdens IF Damfotbollsförening
Djurgårdens IF Damfotbollsförening var fram till bildandet av Djurgården/Älvsjö 2003 den svenska idrottsföreningen Djurgårdens IF:s damfotbollssektion. Den 16 augusti 2000 vann man Svenska cupen genom att besegra Älvsjö AIK med 3-1 i finalmatchen på Enskede IP.